# Huernia piersii
Huernia piersii är en oleanderväxtart som beskrevs av Nicholas Edward Brown. Huernia piersii ingår i släktet Huernia och familjen oleanderväxter. Inga underarter finns listade i Catalogue of Life.